# ヘンドリク・ファン・ヘント
ヘンドリク・ファン・ヘント（Hendrik van Gent、1900年-1947年3月29日）は、オランダの天文学者である。
1928年に、ヨハネスブルクのユニオン天文台で観測を行うため、南アフリカ共和国に移住した。連星の研究に従事し、また39個の小惑星や、彗星を発見した。
月の裏にあるクレーターファン・ヘントは彼の名前にちなんで命名された。
1947年、心臓発作のため休暇中のオランダで死去した。